# Rhabdomastix (Rhabdomastix) subfasciger
Rhabdomastix (Rhabdomastix) subfasciger is een tweevleugelige uit de familie steltmuggen (Limoniidae). De soort komt voor in het Nearctisch gebied.